# Physics Today
Fisics Today és la revista de subscripció de l'American Institute of Physics fundada el 1948. Es fa arribar als membres de deu societats de física, inclosa l'American Physical Society. Tot i que el seu contingut sigui científicament rigorós i actualitzat, no és una veritable revista acadèmica en el sentit de ser el principal vehicle per a la comunicació de nous resultats. Més aviat, es tracta més d'una revista híbrida que informa els lectors sobre esdeveniments importants en la forma d'articles de síntesi escrits per experts, articles de revisió més curts escrits internament pel personal, i també analitza les últimes qüestions i esdeveniments d'importància per a la comunitat científica com la ciència política.
La revista és també un recurs per trobar esdeveniments històrics relacionats amb la física. Hi ha articles singulars com el que estudia la física que hi ha darrere de la guerra de les galàxies de la dècada de 1980, o l'estat de la física a la Xina i la Unió Soviètica durant els anys 1950 i 1970.
Segons Journal Citation Reports, la revista té un factor d'impacte en el 2011 un factor d'impacte de 5.648.